# U-Bahnhof Fürstenried West
Der U-Bahnhof Fürstenried West der Münchner U-Bahn wurde am 1. Juni 1991 eröffnet und ist der südliche Endpunkt der U3.
Die Stadtgrenze liegt in westlicher Richtung in der Nähe des Bahnhofes, ein Weiterbau nach Neuried ist aber denkbar. Die Hintergleiswände bestehen aus Bohrpfählen, die durch senkrechte gelbe Lamellen unterbrochen werden. Die Decke besteht aus abgerundeten Reflektoren, an denen das eine Lichtband befestigt ist. Der Bahnsteig selbst ist mit dreieckigen Isarkiesel-Motiv ausgelegt. Er liegt circa 10 Meter unter der Neurieder Straße. Nahe dem Bahnhof liegt eine Park-and-ride-Garage. Am Westende ist die Neurieder Straße und ein Busbahnhof zu erreichen. Am östlichen Ende gelangt man ebenfalls zur Neurieder Straße. An einer Wand im Sperrengeschoss befindet sich eine bildliche Darstellung des Fürstenrieder Schlosses.
Am 2. Juni 1991, nur einen Tag nach der Eröffnung des Endbahnhofs, wurde die Trambahnlinie Nr. 16 (Harras–Neurieder Straße) stillgelegt.

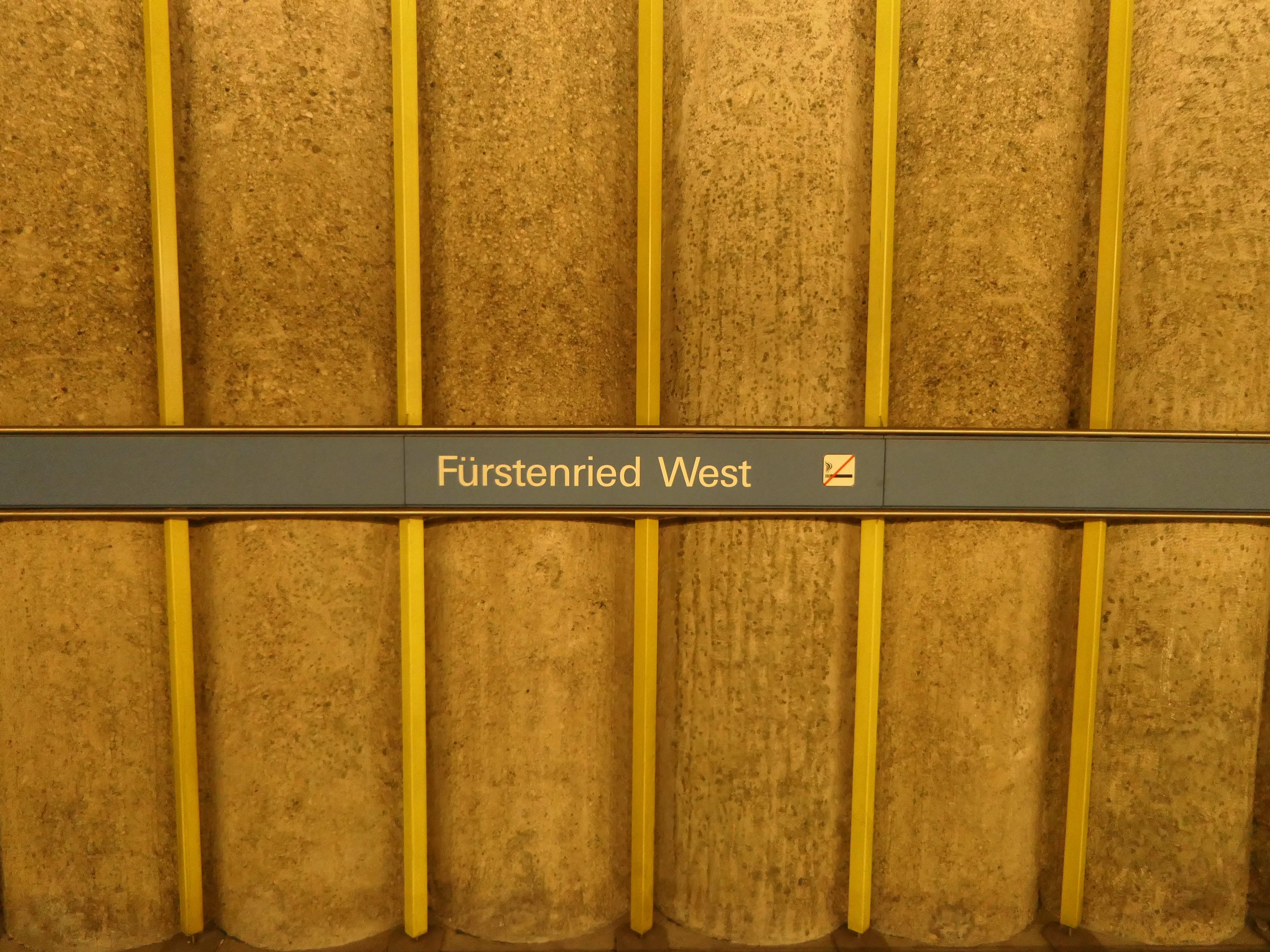
Stationsname an den Hintergleiswänden
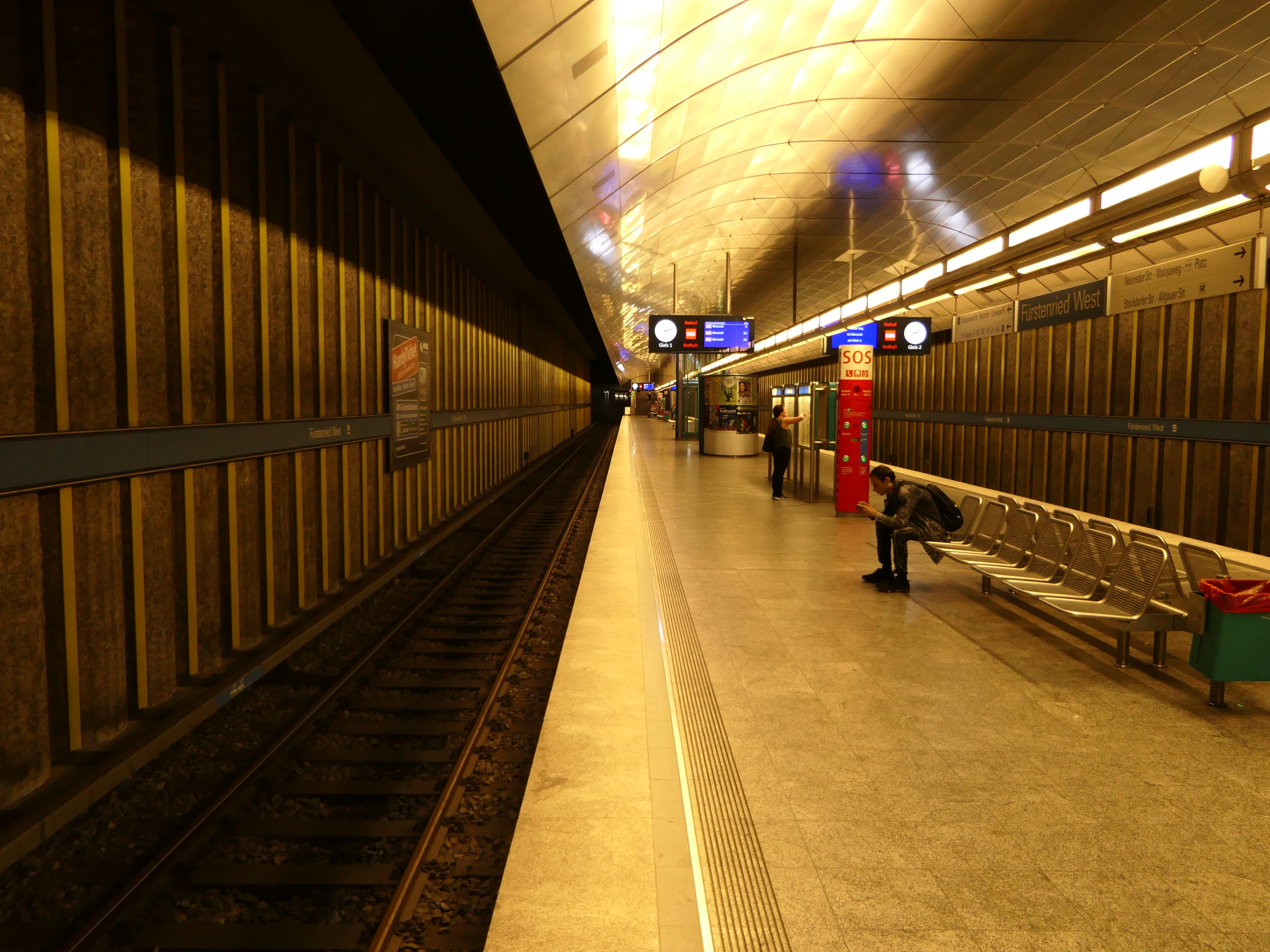
Bahnsteigebene 2018
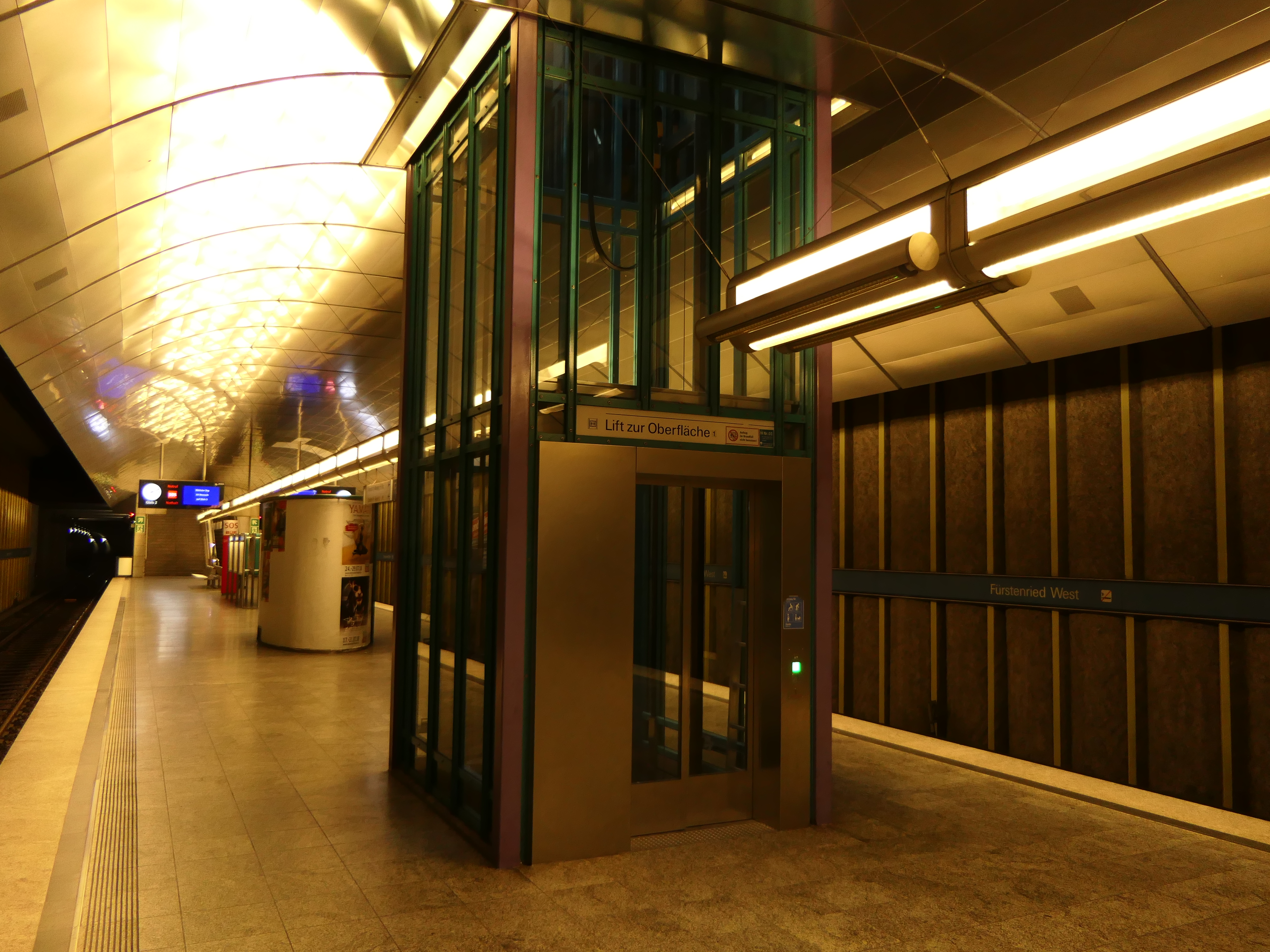
Aufzug auf der Bahnsteigebene
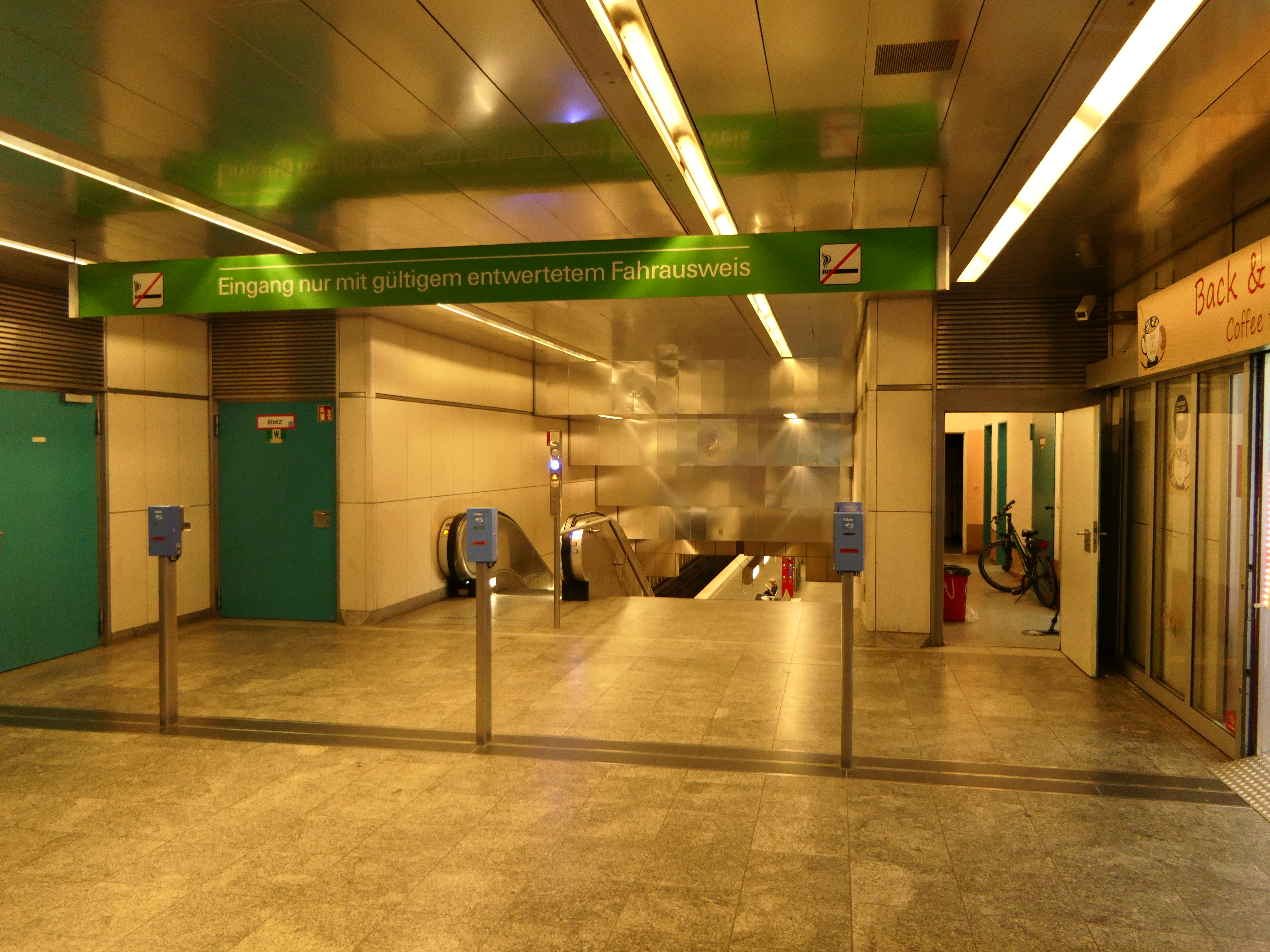
Abgang von der Verteilerebene zur Bahnsteigebene
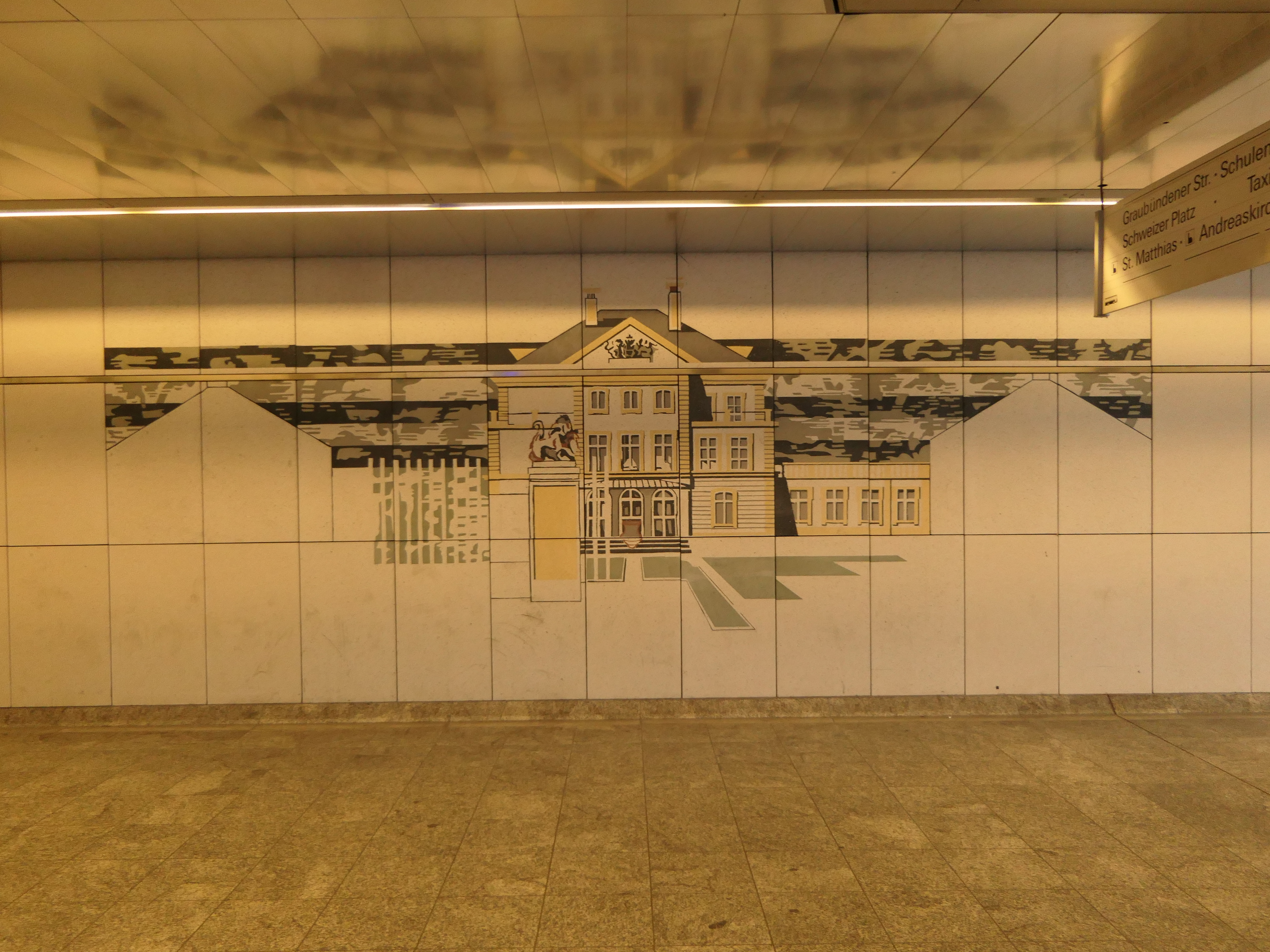
Schloss Fürstenried als bildliche Darstellung
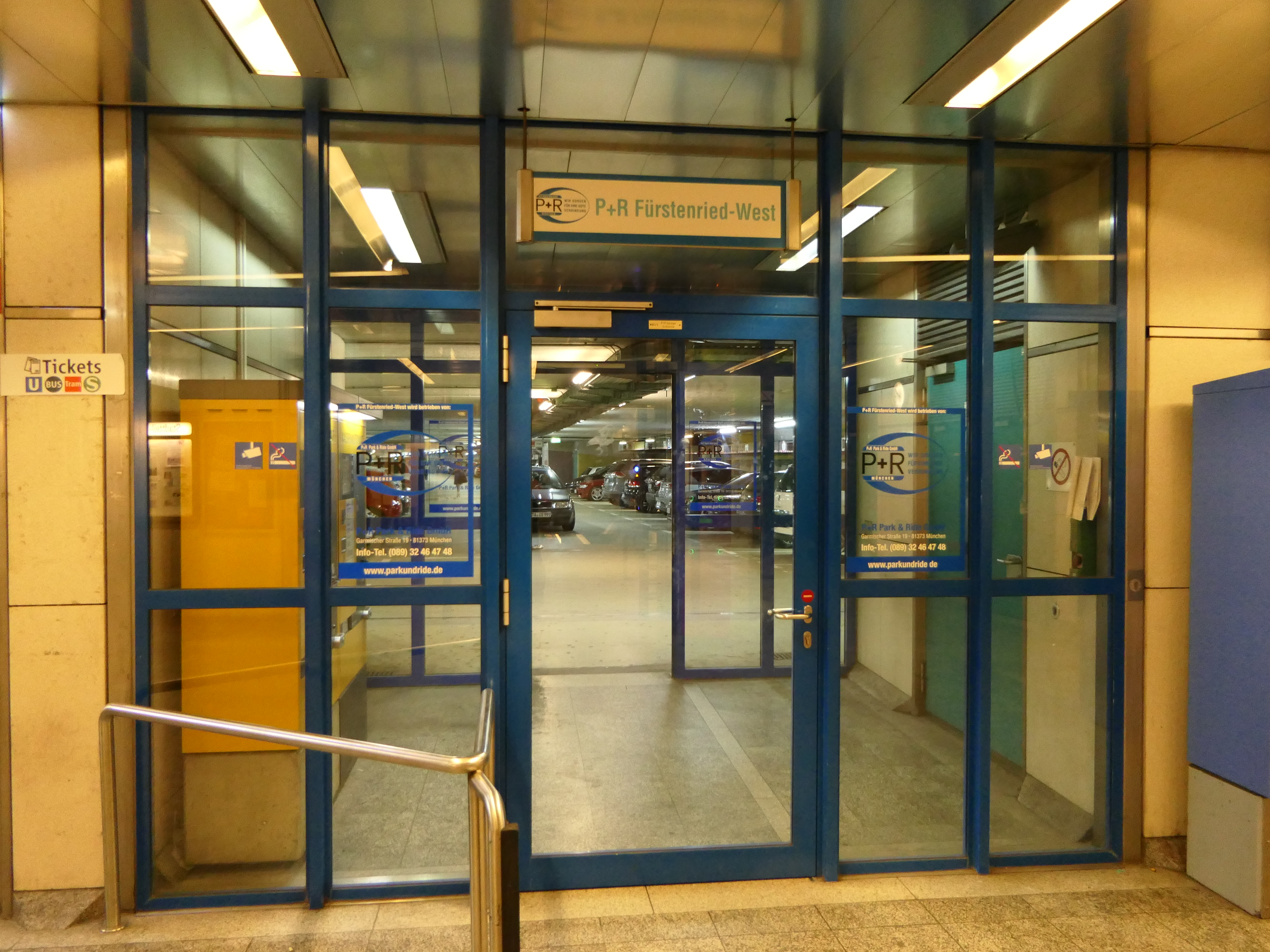
Zugang von der Verteilerebene zur P+R-Anlage
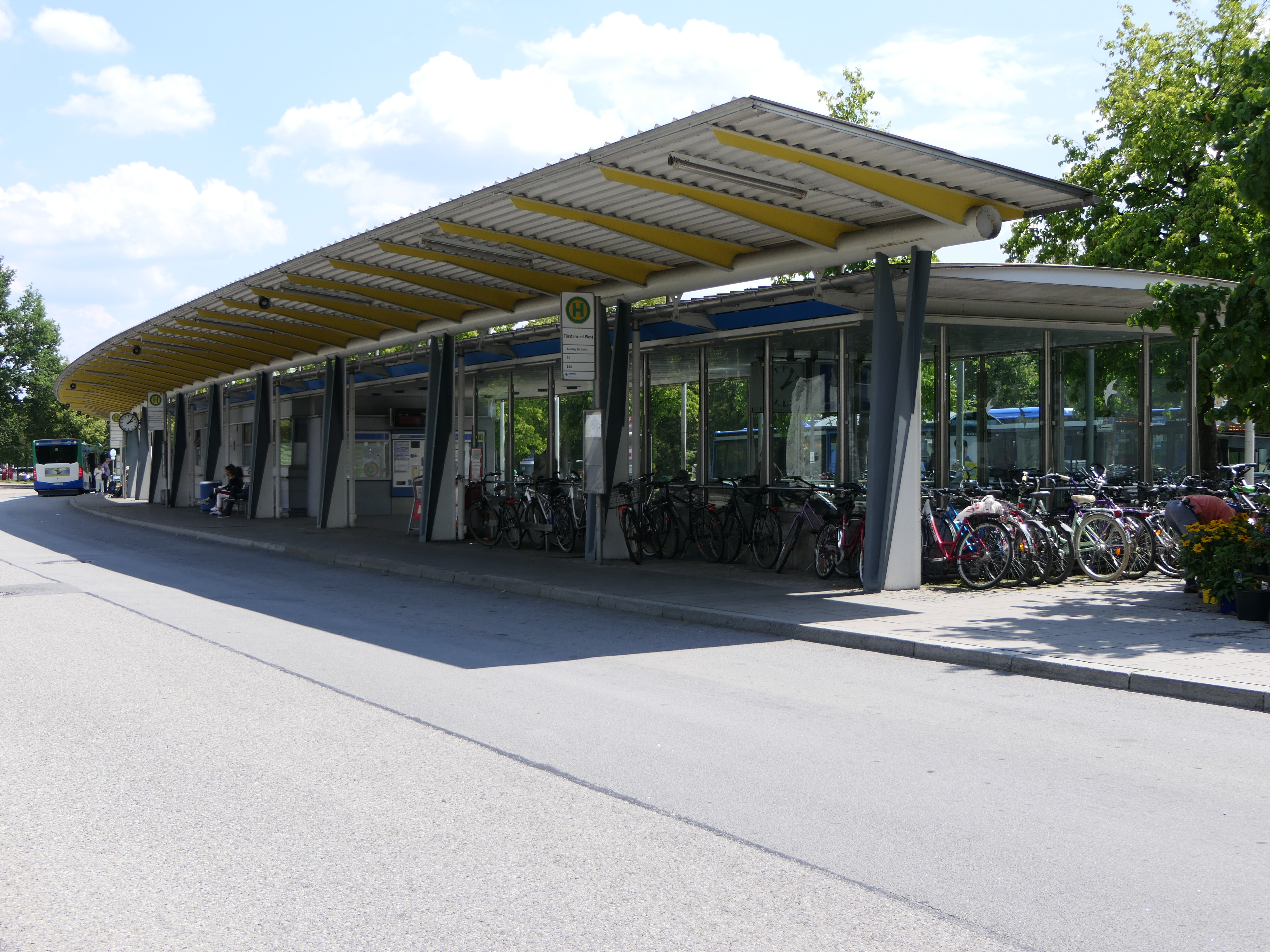
Zugang an der Oberfläche

| Linie | Linienverlauf |
| ----- | --- |
| U3    | Moosach – (797 m) – Moosacher St.-Martins-Platz – (880 m) – Olympia-Einkaufszentrum – (1416 m) – Oberwiesenfeld – (1061 m) – Olympiazentrum – (944 m) – Petuelring – (832 m) – Scheidplatz – (793 m) – Bonner Platz – (1042 m) – Münchner Freiheit – (579 m) – Giselastraße – (744 m) – Universität – (788 m) – Odeonsplatz – (640 m) – Marienplatz – (884 m) – Sendlinger Tor – (843 m) – Goetheplatz – (677 m) – Poccistraße – (624 m) – Implerstraße – (849 m) – Brudermühlstraße – (1149 m) – Thalkirchen – (1129 m) – Obersendling – (785 m) – Aidenbachstraße – (782 m) – Machtlfinger Straße – (1195 m) – Forstenrieder Allee – (808 m) – Basler Straße – (936 m) – Fürstenried West |